# Marcus Rebilus Apronianus
Marcus Rebilus Apronianus est un sénateur romain du début du IIe siècle, consul éponyme en 117 sous Trajan.

## Biographie
En l’an 117, la dernière année du règne de Trajan, il est consul éponyme aux côtés de Quintus Aquilius Niger.